# Rinxent

Rinxent este o comună în departamentul Pas-de-Calais, Franța. În 2009 avea o populație de 2740 de locuitori.